# Shopping, Luleå
Shopping är en galleria i Luleå, invigd den 27 oktober 1955. Shopping blev därmed Sveriges och världens  första köpcentrum inomhus.

## Historia

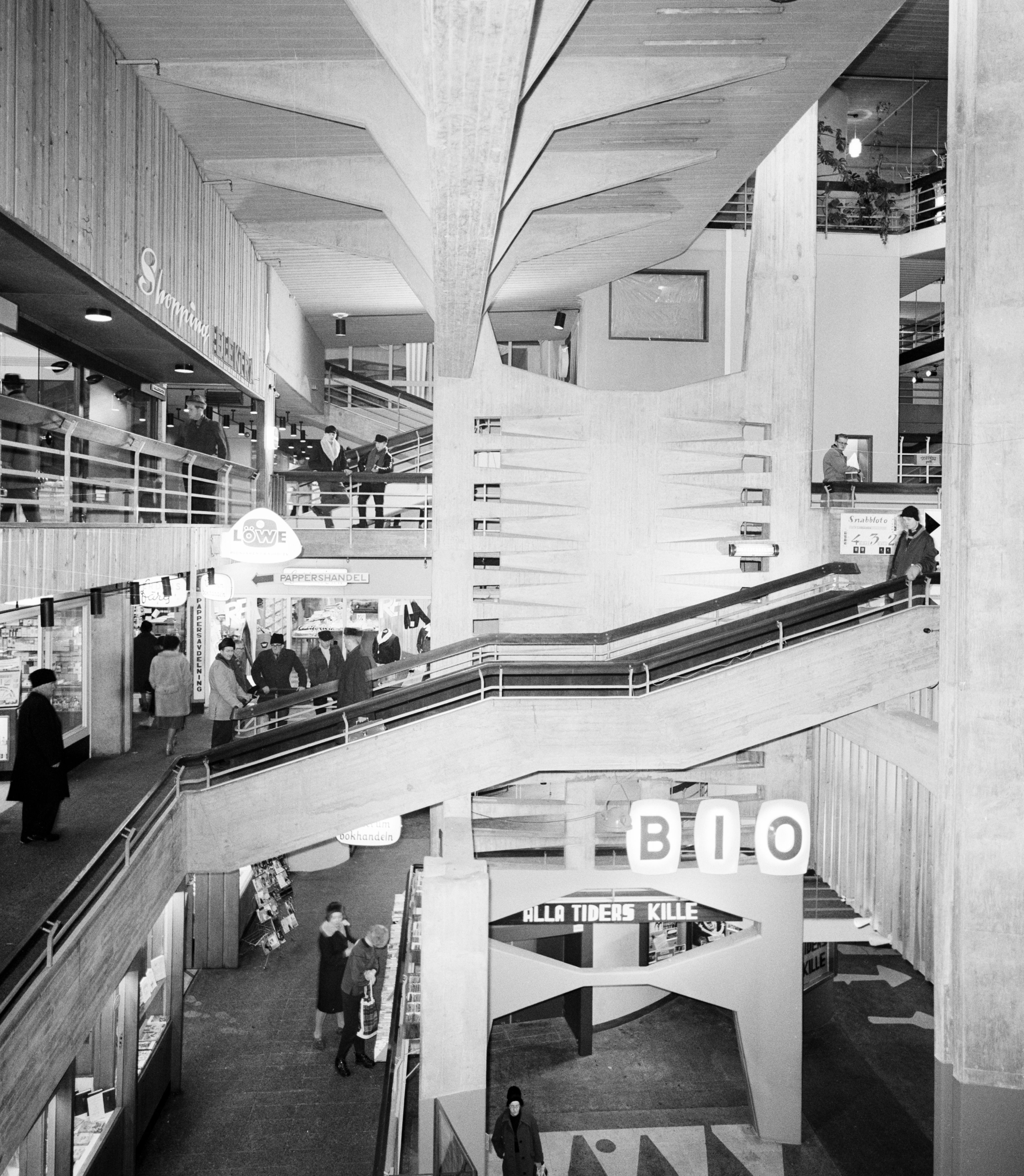
Interiörbild från 1955.

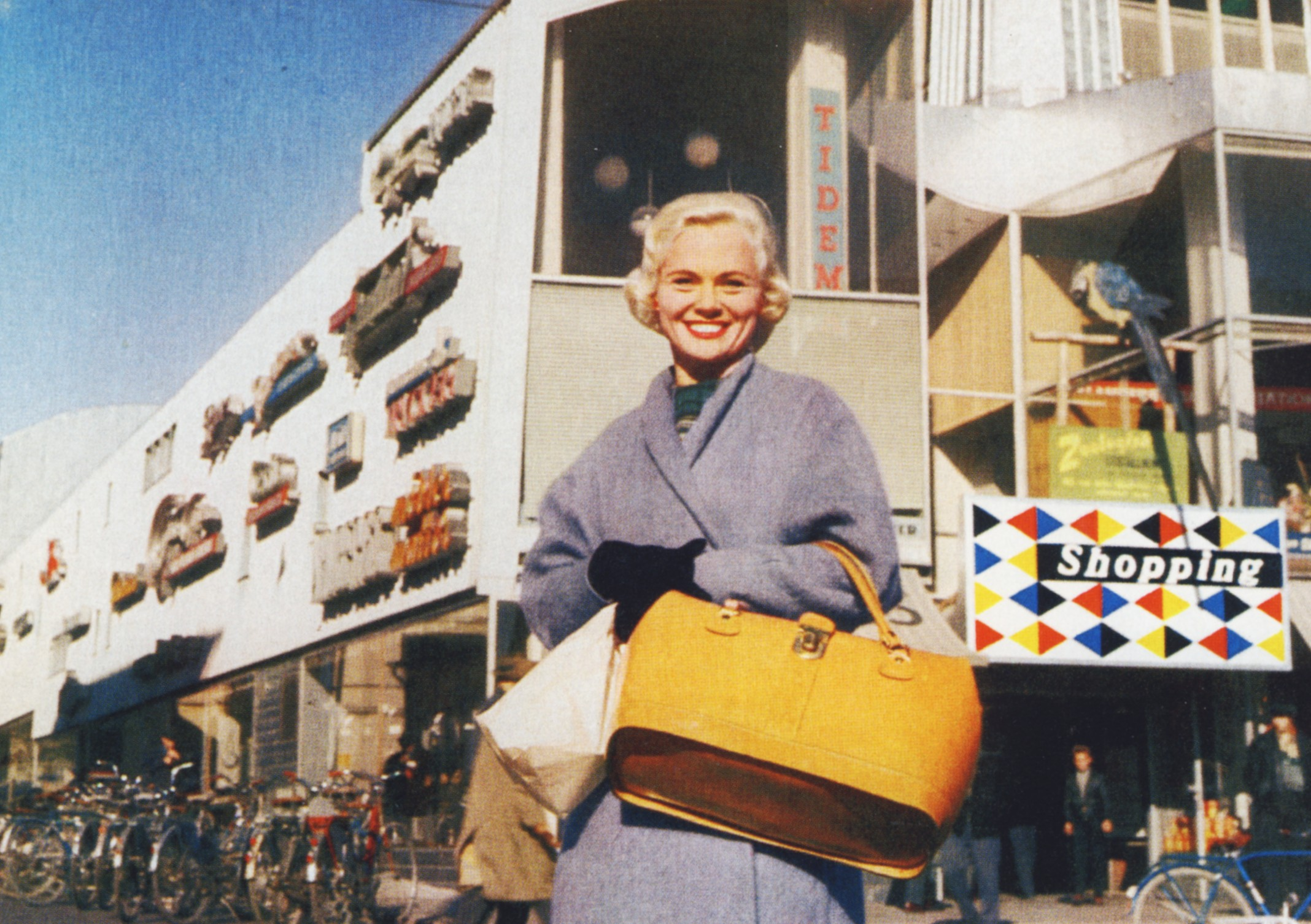
Shoppings entré, 1959.

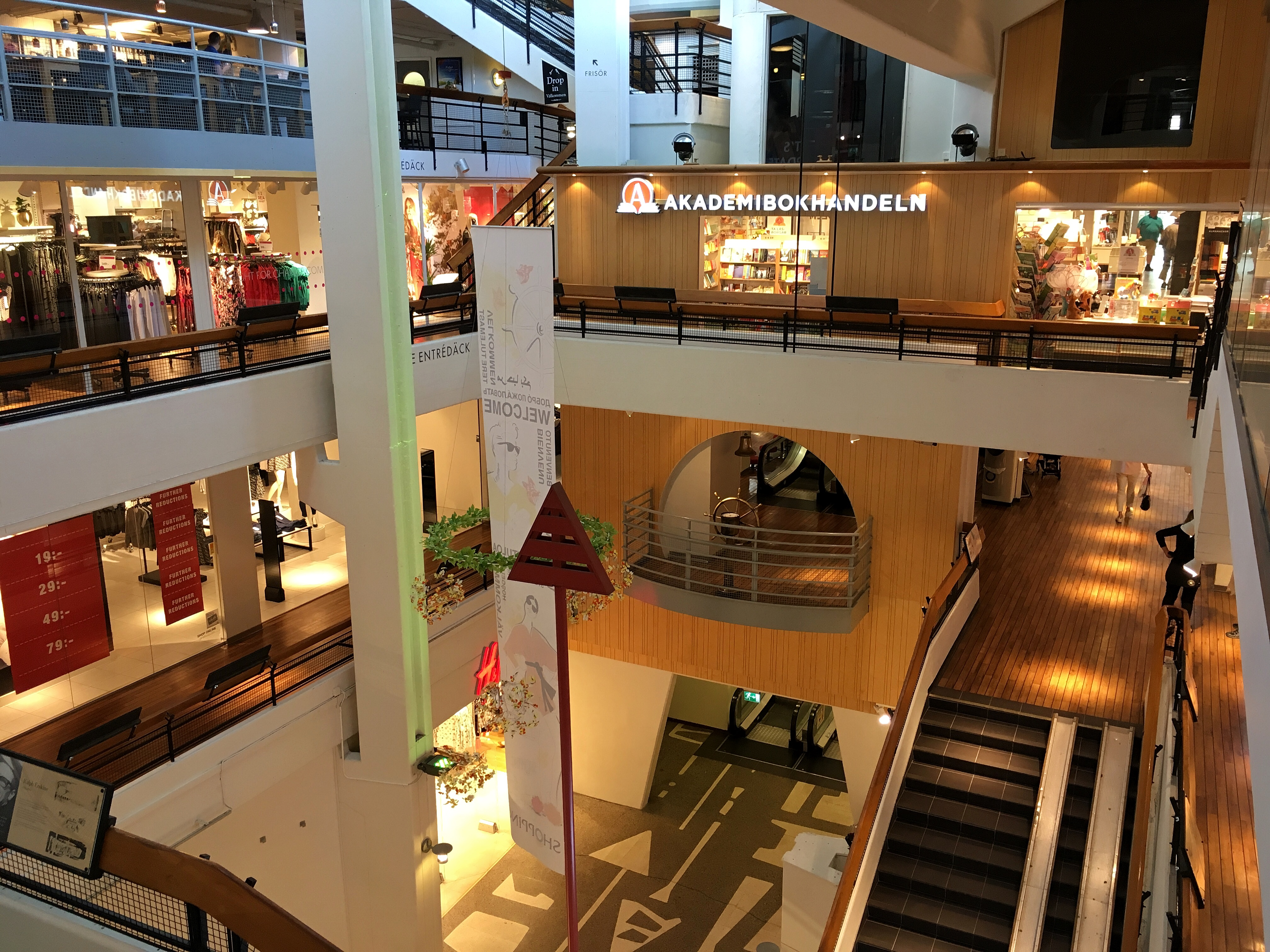
Interiörbild sommaren 2016

Shopping, beläget vid Storgatan mitt i Luleå, ritades av arkitekten Ralph Erskine som ville skapa något mer än bara ett köpcentrum; han ville att stadslivet skulle flytta inomhus under vintermånaderna och Shopping skulle därför uppmuntra till möten och samvaro. Hans stad i staden fungerade utmärkt i många år, både kommersiellt och socialt – Shopping blev den träffpunkt han hade hoppats på. Anläggningen skilde sig från sina amerikanska förebilder såtillvida, att det är speciellt avsett att fungera i ett bistert klimat nära polcirkeln.
Shoppings planlösning är okonventionell: Några traditionella våningar finns inte, utan hela byggnaden består av ett antal halvplan förbundna med ramper, rulltrappor och trappor. Detta ger Shopping ett labyrintiskt inre som det tar lång tid att få grepp om som besökare. Invändigt i de allmänna utrymmen är materialval mycket obehandlad betong för väggar, tak, ramper och bärande pelare. På golven ligger mönsterlagd cementmosaik. Som en kontrast därtill hölls butiksinredningarana i ljusa, lätta material. Shopping är i sin helhet en ganska liten galleria, men tack vare de två andra galleriorna Smedjan och Strand Galleria i närheten, så håller Luleå centrum sitt urval av shopping vid liv.
Längst ned låg ursprungligen biografen Spegeln i en sal som kom att kallas Grottan på grund av sin grottlika form. Salongen var gestaltad i äggform med ett skal av 120 millimeter sprutbetong. Biografen stängde emellertid 1988 när Svensk Filmindustri öppnade en Filmstaden-biograf i kvarteret bredvid. 
Senare har dock denna en gång så lyckade byggnad förvanskats och Erskines skapelse genomgick både förfall och okänslig upprustning. Nya etableringar i Luleås stadskärna började konkurrera med Shopping och ett stort varuhus inom Shopping tog över handeln från de små detaljaffärerna.

## Övrigt
Shopping syns i Mai Zetterlings film Flickorna från 1968.